# Khan Academy
Khan Academy (česky také Khanova škola) je nezisková organizace zaměřená na vzdělávání, založená v roce 2006 Američanem Salmanem Khanem, absolventem MIT a Harvardu. S krédem „poskytovat vysoce kvalitní vzdělání komukoli, kdekoli“ nabízí internetová stránka projektu více než 8 300 výukových videí publikovaných na YouTube, a to k tématům: matematika, fyzika, chemie, historie, zdravotnictví, lékařství, finančnictví, ekonomie, biologie, astronomie, kosmologie atd.

## Historie
Zakladatel organizace Salman Khan se narodil a vyrůstal v New Orleansu v americké Louisianě. Po vystudování tří titulů na MIT (bakalářský z matematiky, elektrotechniky a informačních technologií, magisterský z elektrotechniky a informačních technologií), pokračoval ve studiu na Harvardu, kde získal titul MBA. Na konci roku 2004 začal na dálku doučovat svoji sestřenici Nadiu matematiku a využíval při tom Yahoo's Doodle notepad. Když ho o pomoc poprosili další příbuzní a přátelé, rozhodl se, že praktičtější bude umístit videolekce na YouTube. Popularita videí a děkovné příspěvky studentů přiměly Khana, aby v roce 2009 opustil svou práci finančního analytika ve společnosti Connective Capital Management a zaměřil se na tvorbu videolekcí naplno. Projekt dostal jméno po svém zakladateli: Khan Academy.
Bill Gates na adresu Salmana Khana poznamenal: „Řekl bych, že jsme přesunuli IQ 160 z oblasti akciových trhů do oblasti výuky mnoha lidí účinným způsobem. Byl to dobrý den, když mu manželka dovolila opustit jeho původní zaměstnání.“
Khan Academy je registrována v USA jako veřejně prospěšná organizace 501(c)(3). Projekt je financován z dotací, dobrovolných příspěvků společně s významnou podporou Nadace Billa a Melindy Gatesových a společnosti Google. Několik jednotlivců věnovalo 10 000 amerických dolarů, celkový příjem z příspěvků je okolo 150 000 dolarů. Web dříve navíc vydělával 2 000 dolarů měsíčně z inzerce, ta byla však později zrušena. V roce 2010 Google oznámil, že na účet Khan Academy věnuje 2 miliony dolarů k vytvoření dalších lekcí a překladů základního učiva do nejpoužívanějších světových jazyků jakožto část svého projektu nazvaného Project 10100.
Khan Academy zastínila např. i MIT's OpenCourseWare (OCW), tedy volně dostupné materiály (přednášky, prezentace, poznámky, …) pocházející z Massachusettského technologického institutu. Na YouTube získala Khan Academy přes 2 miliardy zhlédnutí, zatímco MIT OpenCourseWare pouze okolo 400 milionů.

## Technický formát a model výuky
Projekt začal vznikat během doučování na dálku, kdy Khan své sestřenici vysvětloval látku pomocí obrázků Yahoo Doodle. Na základě pozitivní zpětné vazby od sestřenice začali interaktivní výuku užívat i ostatní sourozenci. Pro větší efektivitu začal Khan tvořit videolekce a nahrávat je na YouTube. Khan píše a maluje prostřednictvím tabletu Wacom a freewarové aplikace pro malování SmoothDraw 3. Lekce jsou nahrávány softwarem Camtasia Studio, který zachycuje dění na obrazovce tabletu. Khanovo mluvené slovo je nahráváno pomocí mikrofonu Samson C03U USB Multi-Pattern Condenser.
Videa z Khan Academy jsou stále dostupná na kanálu YouTube, původní web však obsahuje další využitelné prvky. Například sledování pokroku ve studiu, cvičné testy a různé pomůcky pro učitele na školách. Účet je možné vytvořit na stránce, stejně jako přes předchozí registraci na Googlu, Applu, Cleveru nebo Facebooku.
Khan se chtěl vyhnout formátu, který by zahrnoval učitele stojícího u tabule. Přál si místo toho realizovat koncept „promlouvajícího hlasu odnikud z temného vesmíru přímo k něčí mysli“ – jako by učitel seděl vedle a vysvětloval řešení příkladu na listu papíru: „Když někdo počítá příklad a při tom myslí nahlas, myslím, že je to pro něj cennější, a ne tak odstrašující,“ komentoval Khan svůj výukový přístup.
Offlinové verze videolekcí jsou distribuovány neziskovým skupinám v odlehlých oblastech Asie, Latinské Ameriky a Afriky. Zatímco současný obsah je především zaměřen na matematiku a fyziku pro základní a střední školy, Khanův dlouhodobý cíl je poskytnout desítky tisíc videí v maximu oborů a vytvořit tak první bezplatnou virtuální školu na světové úrovni, kde se kdokoli může naučit cokoli.
Khan Academy také nabízí na webu procvičovací systém, který generuje studentům příklady na základě jejich úrovně a výkonu. Tento software je k dispozici jako open source pod licencí MIT. Khan věří, že jeho projekt ukazuje cestu, jak překonat tradiční model školní výuky ve třídě použitím softwaru, který dokáže tvořit testy, známkovat úlohy a upozornit na mezery některých studentů. Také povzbudit dobré studenty, aby pomohli spolužákům, kteří látce neporozuměli. Videolekce mohou být studentem pozastaveny, což je další výhodou oproti výkladu učitele ve třídě.
Úspěch technicky nenáročných, vyprávěných videolekcí (Khanův obličej se nikde neobjevuje a diváci vidí jen to, co kreslí nebo vkládá na svoji černou elektronickou tabuli) otevírá dveře transformaci ve vzdělání, kde se neklade takový důraz na třídu, infrastrukturu školy, a dokonce ani na vyhlášené pedagogy.
Pod Khan Academy nepatří pouze videa zaznamenávající dění na tabletu, ale např. i videa Vi Hartové, používající tradičnější metody, a dialogy nad uměleckými díly Beth Harrisové a Stevena Zuckera.

## Služby a vize
Mezi hlavní komponenty Khan Academy patří:
- Youtube kanál s více než 8 300 videi z různých vzdělávacích oblastí a s více než 2 miliardami zhlédnutí. Tato videa jsou veřejně přístupná pod licencí Creative Commons Attribution – NonCommercial-ShareAlike 3.0 Licence.
- Automatizované příklady k procvičování s průběžným hodnocením; je zde 366 témat k procvičování, a to především v matematice.
- Zamýšleným komponentem je učení a doučování mezi spolužáky založené na objektivních datech shromážděných systémem (bude začleněno v budoucnu).

Neziskové partnerské organizace dávají k dispozici obsah mimo YouTube. Lewis Center for Educational Research, spojený s NASA, přináší obsah do komunity vyšších odborných a vysokých škol v USA. Aktivita World Possible tvoří offline verzi obsahu pro distribuci v odlehlých, rozvojových regionech s omezeným přístupem, nebo bez přístupu k internetu.
Khan vyjádřil svou vizi přeměny akademie na nezávislou školu:
„Toto by mohla být DNA pro fyzickou školu, kde studenti stráví 20 % svého dne sledováním videí a prací na cvičeních v jejich vlastním tempu a zbytek dne by stavěli roboty nebo malovali obrazy, nebo skládali hudbu, nebo cokoli jiného.“
Grant z irské O'Sullivanovy nadace z listopadu 2011, který Khan Academy získala, bude směřován na tyto 3 iniciativy:
1. Rozšíření týmu učitelů
2. Rozšíření obsahu skrze příspěvky uživatelů podle modelu, který využívá Wikipedie.
3. Vývoj studijního průvodce pomáhajícího uživatelům prolnout obsah Khan Academy s fyzickou výukou přírodních věd, technologií, techniky a matematiky.

Na základě grantu jmenovanými učiteli, jejichž úkolem bude vytvářet obsahy v oblasti dějin a umění, jsou Dr. Steven Zucker, původně z Pratt Institute, a Dr. Beth Harris z Muzea moderního umění v New Yorku. Dále se do týmu připojili tvůrci YouTube videí Vi Hart a Brit Cruise.
Je naplánována řada letních táborů, které se budou od června 2012 konat v severní Kalifornii a jejichž účelem bude i vzor studijního průvodce pro běžné školy.